# Encéphalite focale de Rasmussen
 Mise en garde médicale
L'encéphalite focale de Rasmussen, ou syndrome de Rasmussen, est une maladie rare et d'évolution chronique, d'origine probablement auto-immune dégénérative et entrainant une atteinte neurologique évoluant de façon péjorative avec des crises d'épilepsie sévères et fréquentes, une hémiparésie puis une hémiplégie et une perte de la parole.

## Physiopathologie
Il s'agit d'une maladie inflammatoire du système nerveux central avec une infiltration lymphocytaire périvasculaire avec des anomalies évocatrices d'une dysplasie corticale.

## Description
On peut observer au cours de la maladie une forme particulière d'épilepsie appelée épilepsie partielle continue.
Elle peut être associée avec d'autres maladies neurologiques comme un hémangiome caverneux ou une sclérose tubéreuse de Bourneville.

## Diagnostic
L'électroencéphalogramme n'est pas spécifique au début de la maladie mais des anomalies tendent ensuite à apparaître dans les aires non concernées par l'épilepsie.

## Traitement
Le traitement est multiple, il comprend une prise en charge médicale avec des traitements médicamenteux antiépileptiques, une corticothérapie, une prise en charge paramédicale et sociale, et parfois même un traitement chirurgical, une hémisphérectomie ou une déconnexion hémisphérique.
Le traitement médical a pour but d'arrêter et de prévenir les poussées.
Les principaux médicaments utilisés sont :
- les antiépileptiques ;
- les corticoïdes.

## Pronostic
Non traitée, cette affection peut mener à des déficits neurologiques sévères, un retard mental, une paralysie. Chez certains patients, la chirurgie peut améliorer l'évolution. Mais la plupart des patients gardent des séquelles.